# Eleccions legislatives albaneses de 1997
Les eleccions legislatives albaneses de 1997 se celebraren el 29 de juny i el 6 de juliol de 1997 per a renovar els 155 diputats de l'Assemblea de la República d'Albània.

## Antecedents
El col·lapse dels fraus piramidals a finals de 1996, en els quals suposadament els albanesos van invertir estalvis per valor de milers de milions des de 1994, va resumir la crisi. Els esquemes van fracassar, un a un, a partir del desembre de 1996, i els manifestants van sortir al carrer acusant el govern d'haver robat els diners. Enmig de la crisi que s'havia convertit en una guerra civil, Sali Berisha va ser reelegit president per un segon mandat de cinc anys el 3 de març de 1997 per un parlament totalment controlat pel Partit Demòcrata. La revolta popular va obligar a dimitir el primer ministre Alexander Meksi i es van convocar eleccions.

## Resultats
El partit més votat fou el Partit Socialista d'Albània. El càrrec de primer ministre d'Albània fou ocupat per Fatos Nano.

## Conseqüències
El 23 de juliol de 1997, un mes després que el PD perdés les eleccions, el president Sali Berisha va dimitir i va ser substituït pel socialista Rexhep Meidani .